# タコブネ
タコブネ（蛸舟、学名：Argonauta hians）は、軟体動物門の頭足綱タコ目アオイガイ科に属するタコの一種。別名フネダコ。

## 分布と生態

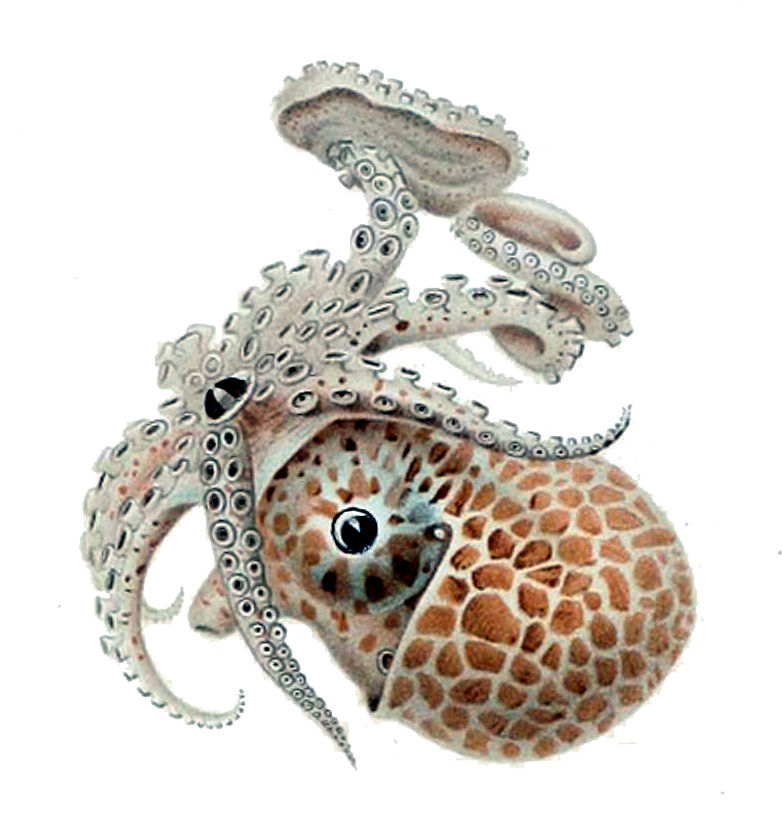
タコブネのメス

太平洋および日本海の暖海域に分布する。同様の殻を生成する近縁種としては、アオイガイやチヂミタコブネがよく知られている。
タコブネのメスが生成する貝殻は、他の生物が住み処として再利用することがあり、また、繊細で美しいフォルムを有することから、工芸品のように扱われたり、アンモナイトの化石のように収集趣味の対象になっている。
タコブネは、主として海洋の表層で生活する。メスは第一腕から分泌する物質で卵を保護するために殻をつくるのに対し、オスは殻をつくらない。生成される殻はオウムガイやアンモナイトに類似したものであるが、外套膜からではなく特殊化した腕から分泌されるものであるため、これらとは相同ではなく構造も異なる。
食性は、タコと同様肉食性であり、稚魚や甲殻類を食べる。通常は海中を浮遊するが、取り込んだ海水を噴射することによって海中を前進することもできる。

## 形態と生殖
成長したメスは、7ないし8センチメートル前後になる。オスはその20分の1ほどの大きさにしかならない。オスは8本の足のほかに交接腕（「ペニス足」）を有し、交接腕には精嚢が格納されている。交尾は、オスの交接腕がメスの体内に挿入されたのち切断されるかたちでおこなわれ、受精はメスの体内でおこなわれる。メスは貝殻の内側に卵を房状に産みつけ、新鮮な海水を送り込むなどしてこれを保護する。

## 利用
普通のタコのように食用可能であり、味もそれほど変わらないといわれる。ただし、体が小さく、水産上の重要種ではなく、数多く採集されることはめったにないので市場に出回ることはほとんどない。
ただしタコブネの殻は珍しいので、貝殻コレクターには憧れの品となっている。